# Sur-e Esrafil
Die persischsprachige Wochenzeitschrift Sur-e Esrafil (persisch صور اسراقیل;, DMG Ṣūr-e Esrāfīl, ‚Trompete des Raphael‘) erschien zwischen Mai 1907 und März 1909.
Die ersten 32 Ausgaben wurden von dem Gründer der Zeitschrift, Mirzā Dschahāngir Chān (1870–1908), einem iranischen Schriftsteller und Journalisten, herausgegeben. Mit einer als liberal sowie revolutionär geltenden inhaltlichen Ausrichtung trug Sur-e Esrafil maßgeblich zur Unterstützung der Konstitutionellen Revolution bei. Der Herausgeber veröffentlichte Artikel, in denen die damaligen Herrschaftsverhältnisse und die soziale Situation im Land scharf kritisiert sowie die Kontroversen zwischen konservativer und moderner Geistlichkeit diskutiert wurden.
Bekannt und berühmt geworden ist die Zeitschrift jedoch vor allem aufgrund ihrer literarisch-satirischen Komponente. Für die satirischen Artikel der Kolumne „Charand-o Parand“ („Nonsense“) war Ali Akbar Dehchoda (1879–1956) verantwortlich, der sich durch einen einfachen Sprachstil vom sonst eher literarischen und an die Gebildeten gerichteten Stil abhob. Er wollte so den Großteil der Bevölkerung erreichen und die alltäglichen Probleme des „einfachen Mannes“ ansprechen.
Im Zuge der Repressionen und auf Befehl von Mohammed Ali Schahs wurde die Zeitschrift im Juni 1908 endgültig verboten, Mirzā Dschahāngir Chān wurde inhaftiert und hingerichtet.
Im Januar 1909 kam es unter Dehchoda zu einer Wiederbelebung von Sur-e Esrafil, der von der Schweiz aus drei weitere Ausgaben der Zeitschrift herausbrachte.